# Johan Remen Evensen
Johan Remen Evensen (ur. 16 września 1985 w Alsvågu) – norweski skoczek narciarski pochodzący z Øksnes. Drużynowy brązowy medalista olimpijski (2010), dwukrotny srebrny medalista mistrzostw świata (2009 i 2011) i srebrny medalista mistrzostw świata w lotach narciarskich (2010). W latach 2011–2015 nieoficjalny rekordzista świata w długości skoku (246,5 m).

## Przebieg kariery
W Pucharze Świata zadebiutował w sezonie 2008/2009 podczas konkursów w Trondheim, gdzie zajął 10. i 12. miejsce. Ze względu na dobry występ wziął udział w kolejnych konkursach w Pragelato, gdzie w drugim konkursie zajął 3. miejsce. Po raz kolejny na podium stanął dwa miesiące później w konkursie na mamuciej skoczni w Oberstdorfie. W 2009 uczestniczył w mistrzostwach świata w Libercu. W konkursach indywidualnych zajął 27. i 30. miejsce. W konkursie drużynowym zdobył srebrny medal. Cały sezon zakończył na 20. miejscu w klasyfikacji generalnej PŚ.
W sezonie 2009/2010 ustanowił swój nowy rekord życiowy 224,5 m w Oberstdorfie podczas kwalifikacji do konkursu indywidualnego (29 stycznia 2010). Dwa dni później po raz trzeci w karierze stanął na podium (3. miejsce). Na igrzyskach olimpijskich wystąpił tylko w jednym konkursie, w którym zajął 15. miejsce. Zdobył brązowy medal w konkursie drużynowym. Na mistrzostwach świata w lotach w Planicy zajął osiemnaste miejsce indywidualne, a drugie drużynowo. W Pucharze Świata zajął 18. miejsce w klasyfikacji generalnej. 11 lutego 2011 pobił nieoficjalny rekord świata w długości skoku narciarskiego, skacząc 246,5 m. Skok ten był trzecim w historii skokiem zakończonym lądowaniem poza 240 metrem (wynik ten był najlepszym na świecie do 14 lutego 2015, kiedy 250 m na tej samej skoczni uzyskał Peter Prevc). 20 lutego 2012 ogłosił zakończenie kariery.

## Igrzyska olimpijskie
- Indywidualnie
  - 2010  Vancouver/Whistler – 15. miejsce (K-125)
- Drużynowo
  - 2010  Vancouver/Whistler – brązowy medal[a]

| Miejsce | Dzień     | Rok  | Miejscowość | Skocznia              | Punkt K | HS     | Konkurs  | Skok 1  | Skok 2  | Nota                   | Strata   | Zwycięzca    |
| ------- | --------- | ---- | ----------- | --------------------- | ------- | ------ | -------- | ------- | ------- | ---------------------- | -------- | ------------ |
| 15.     | 20 lutego | 2010 | Whistler    | Whistler Olympic Park | K-125   | HS-140 | indywid. | 123,5 m | 126,0 m | 223,6 pkt              | 60,0 pkt | Simon Ammann |
| 3.      | 22 lutego | 2010 | Whistler    | Whistler Olympic Park | K-125   | HS-140 | druż.    | 131,5 m | 129,5 m | 1030,3 pkt (248,8 pkt) | 77,6 pkt | Austria      |

## Mistrzostwa świata
- Indywidualnie
  - 2009  Liberec – 27. miejsce (K-90), 30. miejsce (K-120)
  - 2011  Oslo – 46. miejsce (K-95), 14. miejsce (K-120)
- Drużynowo
  - 2009  Liberec – srebrny medal[a]
  - 2011  Oslo – srebrny medal (K-120)[a]

| Miejsce | Dzień     | Rok  | Miejscowość | Skocznia         | Punkt K | HS     | Konkurs  | Skok 1  | Skok 2  | Nota                   | Strata    | Zwycięzca             |
| ------- | --------- | ---- | ----------- | ---------------- | ------- | ------ | -------- | ------- | ------- | ---------------------- | --------- | --------------------- |
| 27.     | 21 lutego | 2009 | Liberec     | Ještěd           | K-90    | HS-100 | indywid. | 94,5 m  | 88,5 m  | 233,0 pkt              | 49,0 pkt  | Wolfgang Loitzl       |
| 30.     | 27 lutego | 2009 | Liberec     | Ještěd           | K-120   | HS-134 | indywid. | 119,0 m | —       | 111,2 pkt              | 30,1 pkt  | Andreas Küttel        |
| 2.      | 28 lutego | 2009 | Liberec     | Ještěd           | K-120   | HS-134 | druż.    | 118,5 m | 129,0 m | 1000,8 pkt (243,0 pkt) | 33,5 pkt  | Austria               |
| 46.     | 26 lutego | 2011 | Oslo        | Midtstubakken    | K-95    | HS-106 | indywid. | 90,0 m  | –       | 85,1 pkt               | 184,1 pkt | Thomas Morgenstern    |
| 14.     | 3 marca   | 2011 | Oslo        | Holmenkollbakken | K-120   | HS-134 | indywid. | 125,5 m | 119,5 m | 244,8 pkt              | 30,7 pkt  | Gregor Schlierenzauer |
| 2.      | 5 marca   | 2011 | Oslo        | Holmenkollbakken | K-120   | HS-134 | druż.    | 119,0 m | –       | 456,4 pkt (104,0 pkt)  | 43,6 pkt  | Austria               |

## Mistrzostwa świata w lotach
- Indywidualnie
  - 2010  Planica – 18. miejsce
- Drużynowo
  - 2010  Planica – srebrny medal[d]

| Miejsce | Dzień       | Rok  | Miejscowość | Skocznia  | Punkt K | HS     | Konkurs  | Skok 1  | Skok 2  | Skok 3  | Skok 4  | Nota                   | Strata    | Zwycięzca    |
| ------- | ----------- | ---- | ----------- | --------- | ------- | ------ | -------- | ------- | ------- | ------- | ------- | ---------------------- | --------- | ------------ |
| 18.     | 19–20 marca | 2010 | Planica     | Letalnica | K-185   | HS-215 | indywid. | 199,5 m | 195,0 m | 219,5 m | 202,0 m | 756,9 pkt              | 178,9 pkt | Simon Ammann |
| 2.      | 21 marca    | 2010 | Planica     | Letalnica | K-185   | HS-215 | druż.    | 197,5 m | 197,5 m | 193,5 m | 193,5 m | 1542,3 pkt (373,8 pkt) | 99,1 pkt  | Austria      |

## Puchar Świata

### Miejsca w klasyfikacji generalnej
| Sezon     | Miejsce |
| --------- | ------- |
| 2008/2009 | 20.     |
| 2009/2010 | 18.     |
| 2010/2011 | 11.     |
| 2011/2012 | 40.     |

### Zwycięstwa w konkursach indywidualnych Pucharu Świata chronologicznie
| Lp. | Dzień     | Rok  | Miejscowość | Skocznia        | Punkt K | HS     | Skok 1  | Skok 2  | Nota       | Przypisy                                         |
| --- | --------- | ---- | ----------- | --------------- | ------- | ------ | ------- | ------- | ---------- | ------------------------------------------------ |
| 1.  | 12 lutego | 2011 | Vikersund   | Vikersundbakken | K-195   | HS-225 | 240,0 m | 234,5 m | 498,6 pkt. | * Loty 2010/2011, ex aequo z G. Schlierenzauerem |

### Miejsca na podium w konkursach indywidualnych Pucharu Świata chronologicznie
| Lp. | Dzień       | Rok  | Miejscowość | Skocznia              | Punkt K | HS     | Skok 1  | Skok 2  | Nota       | Lok. | Strata   | Zwycięzca             |
| --- | ----------- | ---- | ----------- | --------------------- | ------- | ------ | ------- | ------- | ---------- | ---- | -------- | --------------------- |
| 1.  | 14 grudnia  | 2008 | Pragelato   | Trampolino a Monte    | K-125   | HS-140 | 123,5 m | –       | 110,3 pkt  | 3.   | 4,5 pkt  | Fumihisa Yumoto       |
| 2.  | 14 lutego   | 2009 | Oberstdorf  | im. Heiniego Klopfera | K-185   | HS-213 | 211,5 m | 223,5 m | 426,5 pkt  | 3.   | 9,3 pkt  | Harri Olli            |
| 3.  | 31 stycznia | 2010 | Oberstdorf  | im. Heiniego Klopfera | K-185   | HS-213 | 217,5 m | 200,5 m | 416,2 pkt  | 3.   | 10,5 pkt | Anders Jacobsen       |
| 4.  | 4 grudnia   | 2010 | Lillehammer | Lysgårdsbakken        | K-123   | HS-138 | 138,5 m | 136,0 m | 276,9 pkt  | 2.   | 4,5 pkt  | Thomas Morgenstern    |
| 5.  | 12 lutego   | 2011 | Vikersund   | Vikersundbakken       | K-195   | HS-225 | 240,0 m | 234,5 m | 498,6 pkt. | 1.   | –        | –                     |
| 6.  | 13 lutego   | 2011 | Vikersund   | Vikersundbakken       | K-195   | HS-225 | 230,5 m | 226,0 m | 476,7 pkt. | 2.   | 10,8 pkt | Gregor Schlierenzauer |

### Miejsca w poszczególnych konkursach indywidualnychPucharu Świata
| Źródło | Źródło      | Źródło      | Źródło      | Źródło    | Źródło     | Źródło                 | Źródło                 | Źródło                 | Źródło        | Źródło          | Źródło          | Źródło          | Źródło           | Źródło           | Źródło      | Źródło     | Źródło      | Źródło    | Źródło      | Źródło     | Źródło      | Źródło    | Źródło      | Źródło    | Źródło  | Źródło  | Źródło | Źródło | Źródło | Źródło | Źródło | Źródło | Źródło | Źródło | Źródło | Źródło | Źródło | Źródło | Źródło | Źródło | Źródło | Źródło | Źródło | Źródło | Źródło | Źródło | Źródło | Źródło | Źródło |
| --- | ----------- | ----------- | ----------- | --------- | ---------- | ---------------------- | ---------------------- | ---------------------- | ------------- | --------------- | --------------- | --------------- | ---------------- | ---------------- | ----------- | ---------- | ----------- | --------- | ----------- | ---------- | ----------- | --------- | ----------- | --------- | ------- | ------- | ------ | ------ | ------ | ------ | ------ | ------ | ------ | ------ | ------ | ------ | ------ | ------ | ------ | ------ | ------ | ------ | ------ | ------ | ------ | ------ | ------ | ------ | ------ |
| Sezon 2006/2007 |             |             |             |           |            |                        |                        |                        |               |                 |                 |                 |                  |                  |             |            |             |           |             |            |             |           |             |           |         |         |        |        |        |        |        |        |        |        |        |        |        |        |        |        |        |        |        |        |        |        |        |        |        |
| Ruka | Lillehammer | Lillehammer | Engelberg   | Engelberg | Oberstdorf | Garmisch-Partenkirchen | Innsbruck              | Bischofshofen          | Vikersund     | Zakopane        | Oberstdorf      | Oberstdorf      | Titisee-Neustadt | Titisee-Neustadt | Klingenthal | Willingen  | Lahti       | Kuopio    | Oslo        | Oslo       | Planica     | Planica   | Planica     | punkty    | punkty  | punkty  | punkty | punkty | punkty | punkty | punkty | punkty | punkty | punkty | punkty | punkty | punkty | punkty | punkty | punkty | punkty | punkty |        |        |        |        |        |        |        |
| - | -           | -           | -           | -         | -          | -                      | -                      | -                      | -             | -               | -               | -               | -                | -                | -           | -          | -           | -         | -           | -          | q           | q         | -           | 0         | 0       | 0       | 0      | 0      | 0      | 0      | 0      | 0      | 0      | 0      | 0      | 0      | 0      | 0      | 0      | 0      | 0      | 0      |        |        |        |        |        |        |        |
| Sezon 2008/2009 |             |             |             |           |            |                        |                        |                        |               |                 |                 |                 |                  |                  |             |            |             |           |             |            |             |           |             |           |         |         |        |        |        |        |        |        |        |        |        |        |        |        |        |        |        |        |        |        |        |        |        |        |        |
| Ruka | Trondheim   | Trondheim   | Pragelato   | Pragelato | Engelberg  | Engelberg              | Oberstdorf             | Garmisch-Partenkirchen | Innsbruck     | Bischofshofen   | Bad Mitterndorf | Bad Mitterndorf | Zakopane         | Zakopane         | Whistler    | Whistler   | Sapporo     | Willingen | Klingenthal | Oberstdorf | Lahti       | Kuopio    | Lillehammer | Vikersund | Planica | Planica | punkty |        |        |        |        |        |        |        |        |        |        |        |        |        |        |        |        |        |        |        |        |        |        |
| - | 10          | 12          | 7           | 3         | 18         | 31                     | 21                     | q                      | 21            | 21              | 20              | 13              | -                | -                | 28          | 30         | -           | 29        | 23          | 3          | 29          | 40        | 31          | 10        | 24      | 24      | 334    |        |        |        |        |        |        |        |        |        |        |        |        |        |        |        |        |        |        |        |        |        |        |
| Sezon 2009/2010 |             |             |             |           |            |                        |                        |                        |               |                 |                 |                 |                  |                  |             |            |             |           |             |            |             |           |             |           |         |         |        |        |        |        |        |        |        |        |        |        |        |        |        |        |        |        |        |        |        |        |        |        |        |
| Ruka | Lillehammer | Lillehammer | Engelberg   | Engelberg | Engelberg  | Oberstdorf             | Garmisch-Partenkirchen | Innsbruck              | Bischofshofen | Bad Mitterndorf | Bad Mitterndorf | Sapporo         | Sapporo          | Zakopane         | Zakopane    | Oberstdorf | Klingenthal | Willingen | Lahti       | Kuopio     | Lillehammer | Oslo      | punkty      | punkty    | punkty  | punkty  | punkty | punkty | punkty | punkty | punkty | punkty | punkty | punkty | punkty | punkty | punkty | punkty | punkty | punkty | punkty |        |        |        |        |        |        |        |        |
| 8 | 36          | 11          | 24          | 22        | 23         | 10                     | 7                      | 22                     | 33            | 10              | 9               | -               | -                | 17               | 18          | 3          | -           | 13        | -           | -          | 11          | 42        | 337         | 337       | 337     | 337     | 337    | 337    | 337    | 337    | 337    | 337    | 337    | 337    | 337    | 337    | 337    | 337    | 337    | 337    | 337    |        |        |        |        |        |        |        |        |
| Sezon 2010/2011 |             |             |             |           |            |                        |                        |                        |               |                 |                 |                 |                  |                  |             |            |             |           |             |            |             |           |             |           |         |         |        |        |        |        |        |        |        |        |        |        |        |        |        |        |        |        |        |        |        |        |        |        |        |
| Ruka | Kuopio      | Lillehammer | Lillehammer | Engelberg | Engelberg  | Engelberg              | Oberstdorf             | Garmisch-Partenkirchen | Innsbruck     | Bischofshofen   | Harrachov       | Harrachov       | Sapporo          | Sapporo          | Zakopane    | Zakopane   | Zakopane    | Willingen | Klingenthal | Oberstdorf | Vikersund   | Vikersund | Lahti       | Planica   | Planica | punkty  | punkty | punkty | punkty | punkty | punkty | punkty | punkty | punkty | punkty | punkty | punkty | punkty | punkty | punkty | punkty | punkty | punkty | punkty |        |        |        |        |        |
| 4 | 23          | 2           | 5           | 47        | 15         | 37                     | 37                     | 33                     | 20            | 7               | 13              | 16              | -                | -                | 14          | 8          | 42          | 12        | 38          | 14         | 1           | 2         | 7           | 9         | 9       | 645     | 645    | 645    | 645    | 645    | 645    | 645    | 645    | 645    | 645    | 645    | 645    | 645    | 645    | 645    | 645    | 645    | 645    | 645    |        |        |        |        |        |
| Sezon 2011/2012 |             |             |             |           |            |                        |                        |                        |               |                 |                 |                 |                  |                  |             |            |             |           |             |            |             |           |             |           |         |         |        |        |        |        |        |        |        |        |        |        |        |        |        |        |        |        |        |        |        |        |        |        |        |
| Ruka | Lillehammer | Lillehammer | Harrachov   | Harrachov | Engelberg  | Engelberg              | Oberstdorf             | Garmisch-Partenkirchen | Innsbruck     | Bischofshofen   | Bad Mitterndorf | Bad Mitterndorf | Zakopane         | Zakopane         | Sapporo     | Sapporo    | Predazzo    | Predazzo  | Willingen   | Oberstdorf | Lahti       | Trondheim | Oslo        | Planica   | Planica | punkty  | punkty | punkty | punkty | punkty | punkty | punkty | punkty | punkty | punkty | punkty | punkty | punkty | punkty | punkty | punkty | punkty | punkty | punkty |        |        |        |        |        |
| 15 | q           | q           | -           | -         | -          | -                      | 50                     | q                      | 40            | 48              | 9               | 12              | -                | 40               | -           | -          | -           | -         | -           | 26         | -           | -         | -           | -         | -       | 72      | 72     | 72     | 72     | 72     | 72     | 72     | 72     | 72     | 72     | 72     | 72     | 72     | 72     | 72     | 72     | 72     | 72     | 72     |        |        |        |        |        |
| Legenda |             |             |             |           |            |                        |                        |                        |               |                 |                 |                 |                  |                  |             |            |             |           |             |            |             |           |             |           |         |         |        |        |        |        |        |        |        |        |        |        |        |        |        |        |        |        |        |        |        |        |        |        |        |
| 1 2 3 4-10 11-30 poniżej 30 dq – dyskwalifikacja q – dyskwalifikacja w kwalifikacjach q – zawodnik nie zakwalifikował się - – zawodnik nie wystartował |             |             |             |           |            |                        |                        |                        |               |                 |                 |                 |                  |                  |             |            |             |           |             |            |             |           |             |           |         |         |        |        |        |        |        |        |        |        |        |        |        |        |        |        |        |        |        |        |        |        |        |        |        |

### Miejsca w poszczególnych konkursach drużynowychPucharu Świata
| Źródło                                           | Źródło          | Źródło          | Źródło          | Źródło          | Źródło          | Źródło           | Źródło           | Źródło          | Źródło        |
| ------------------------------------------------ | --------------- | --------------- | --------------- | --------------- | --------------- | ---------------- | ---------------- | --------------- | ------------- |
| Sezon 2008/2009                                  | Sezon 2008/2009 | Sezon 2008/2009 | Sezon 2008/2009 | Ruka HS142      | Willingen HS145 | Oberstdorf HS213 | Lahti HS130      | Vikersund HS207 | Planica HS215 |
| Sezon 2008/2009                                  | Sezon 2008/2009 | Sezon 2008/2009 | Sezon 2008/2009 | -               | -               | 4                | 3                | 3               | 1             |
| Sezon 2009/2010                                  | Sezon 2009/2010 | Sezon 2009/2010 | Sezon 2009/2010 | Sezon 2009/2010 | Sezon 2009/2010 | Ruka HS142       | Oberstdorf HS213 | Willingen HS145 | Lahti HS130   |
| Sezon 2009/2010                                  | Sezon 2009/2010 | Sezon 2009/2010 | Sezon 2009/2010 | Sezon 2009/2010 | Sezon 2009/2010 | 7                | 2                | 2               | -             |
| Sezon 2010/2011                                  | Sezon 2010/2011 | Sezon 2010/2011 | Sezon 2010/2011 | Sezon 2010/2011 | Ruka HS142      | Willingen HS145  | Oberstdorf HS213 | Lahti HS130     | Planica HS215 |
| Sezon 2010/2011                                  | Sezon 2010/2011 | Sezon 2010/2011 | Sezon 2010/2011 | Sezon 2010/2011 | -               | 4                | 2                | 2               | 2             |
| Sezon 2011/2012                                  | Sezon 2011/2012 | Sezon 2011/2012 | Sezon 2011/2012 | Ruka HS142      | Harrachov HS142 | Willingen HS145  | Oberstdorf HS213 | Lahti HS97      | Planica HS215 |
| Sezon 2011/2012                                  | Sezon 2011/2012 | Sezon 2011/2012 | Sezon 2011/2012 | 8               | -               | -                | -                | -               | -             |
| Legenda                                          |                 |                 |                 |                 |                 |                  |                  |                 |               |
| 1 2 3 4-8 poniżej 8 - – zawodnik nie wystartował |                 |                 |                 |                 |                 |                  |                  |                 |               |

### Turniej Czterech Skoczni

#### Miejsca w klasyfikacji generalnej
| Sezon     | Miejsce |
| --------- | ------- |
| 2008/2009 | 24.     |
| 2009/2010 | 16.     |
| 2010/2011 | 19.     |
| 2011/2012 | 48.     |

### Turniej Nordycki(Skandynawski)

#### Miejsca w klasyfikacji generalnej
| Sezon | Miejsce |
| ----- | ------- |
| 2009  | 23.     |
| 2010  | 43.     |

### Puchar Świata w lotach narciarskich

#### Miejsca w klasyfikacji generalnej
| Sezon     | Miejsce |
| --------- | ------- |
| 2008/2009 | 11.     |
| 2009/2010 | 7.      |
| 2010/2011 | 6.      |

## Letnie Grand Prix

### Miejsca w klasyfikacji generalnej
| Sezon | Miejsce |
| ----- | ------- |
| 2009  | 14.     |
| 2010  | 21.     |
| 2011  | 25.     |

### Miejsca na podium chronologicznie
| Nr | Dzień       | Rok  | Miejscowość | Skocznia       | Punkt K | HS     | Skok 1  | Skok 2  | Nota      | Loc. | Strata   | Zwycięzca             |
| -- | ----------- | ---- | ----------- | -------------- | ------- | ------ | ------- | ------- | --------- | ---- | -------- | --------------------- |
| 1. | 22 sierpnia | 2009 | Zakopane    | Wielka Krokiew | K-120   | HS-134 | 127,5 m | 131,5 m | 273,5 pkt | 2.   | 7,4 pkt  | Gregor Schlierenzauer |
| 2. | 23 sierpnia | 2009 | Zakopane    | Wielka Krokiew | K-120   | HS-134 | 137,0 m | 124,0 m | 252,4 pkt | 3.   | 11,9 pkt | Anders Jacobsen       |

### Miejsca w poszczególnych konkursachLGP
Opracowano na podstawie bazy wyników Adama Kwiecińskiego.
| 2009                                                                                         |            |            |              |            |            |        |         |             |            |             |        |        |        |        |        |        |        |        |        |
| Hinterzarten                                                                                 | Pragelato  | Courchevel | Einsiedeln   | Zakopane   | Zakopane   | Hakuba | Hakuba  | Klingenthal | punkty     | punkty      | punkty | punkty | punkty | punkty | punkty | punkty | punkty |        |        |
| -                                                                                            | -          | -          | -            | 2          | 3          | -      | -       | 9           | 169        | 169         | 169    | 169    | 169    | 169    | 169    | 169    | 169    |        |        |
| 2010                                                                                         |            |            |              |            |            |        |         |             |            |             |        |        |        |        |        |        |        |        |        |
| Hinterzarten                                                                                 | Courchevel | Einsiedeln | Wisła        | Wisła      | Hakuba     | Hakuba | Liberec | Klingenthal | punkty     | punkty      | punkty | punkty | punkty | punkty | punkty | punkty | punkty |        |        |
| 33                                                                                           | q          | 35         | -            | -          | -          | -      | 4       | 4           | 100        | 100         | 100    | 100    | 100    | 100    | 100    | 100    | 100    |        |        |
| 2011                                                                                         |            |            |              |            |            |        |         |             |            |             |        |        |        |        |        |        |        |        |        |
| Wisła                                                                                        | Szczyrk    | Zakopane   | Hinterzarten | Courchevel | Einsiedeln | Hakuba | Hakuba  | Ałmaty      | Hinzenbach | Klingenthal | punkty | punkty | punkty | punkty | punkty | punkty | punkty | punkty | punkty |
| 13                                                                                           | 20         | 21         | 7            | 17         | 36         | 19     | 16      | 36          | 41         | 48          | 118    | 118    | 118    | 118    | 118    | 118    | 118    | 118    | 118    |
| Legenda                                                                                      |            |            |              |            |            |        |         |             |            |             |        |        |        |        |        |        |        |        |        |
| 1 2 3 4-10 11-30 poniżej 30 q – zawodnik nie zakwalifikował się - – zawodnik nie wystartował |            |            |              |            |            |        |         |             |            |             |        |        |        |        |        |        |        |        |        |

### Turniej Czterech Narodów

#### Miejsca w klasyfikacji generalnej
| Sezon | Miejsce |
| ----- | ------- |
| 2010  | 45.     |

### Lotos Poland Tour

#### Miejsca w klasyfikacji generalnej
| Sezon | Miejsce |
| ----- | ------- |
| 2011  | 15.     |

## Puchar Kontynentalny

### Miejsca w klasyfikacji generalnej
| Sezon     | Miejsce |
| --------- | ------- |
| 2006/2007 | 62.     |
| 2007/2008 | 52.     |

### Miejsca na podium chronologicznie
| Nr | Dzień    | Rok  | Miejscowość | Skocznia       | Punkt K | HS     | Skok 1  | Skok 2  | Nota      | Lok. | Strata  | Zwycięzca          |
| -- | -------- | ---- | ----------- | -------------- | ------- | ------ | ------- | ------- | --------- | ---- | ------- | ------------------ |
| 1. | 18 marca | 2007 | Zakopane    | Wielka Krokiew | K-120   | HS-134 | 123,0 m | 119,0 m | 231,1 pkt | 2.   | 4,4 pkt | Bastian Kaltenböck |

### Miejsca w poszczególnych konkursachPucharu Kontynentalnego
Opracowano na podstawie bazy wyników Adama Kwiecińskiego.
| Sezon 2006/2007                                                               |           |           |           |           |                        |                        |           |           |         |         |           |           |         |            |               |               |              |              |               |           |           |           |          |           |           |           |           |        |        |        |        |        |        |        |        |        |        |        |        |        |        |        |        |        |        |        |        |        |        |        |        |        |        |        |        |        |        |        |        |        |        |        |        |        |        |        |        |
| Rovaniemi                                                                     | Rovaniemi | Rovaniemi | Rovaniemi | Engelberg | Engelberg              | Planica                | Planica   | Sapporo   | Sapporo | Sapporo | Pragelato | Pragelato | Westby  | Westby     | Iron Mountain | Iron Mountain | Oberhof      | Oberhof      | Trondheim     | Trondheim | Vikersund | Vikersund | Zakopane | punkty    | punkty    | punkty    | punkty    | punkty | punkty | punkty | punkty | punkty | punkty | punkty | punkty | punkty | punkty | punkty | punkty | punkty | punkty | punkty | punkty | punkty | punkty | punkty | punkty | punkty | punkty | punkty | punkty | punkty | punkty | punkty | punkty | punkty | punkty | punkty | punkty | punkty | punkty | punkty | punkty |        |        |        |        |
| -                                                                             | -         | -         | -         | -         | -                      | -                      | -         | -         | -       | -       | -         | -         | -       | -          | -             | -             | -            | -            | -             | -         | -         | -         | 2        | 80        | 80        | 80        | 80        | 80     | 80     | 80     | 80     | 80     | 80     | 80     | 80     | 80     | 80     | 80     | 80     | 80     | 80     | 80     | 80     | 80     | 80     | 80     | 80     | 80     | 80     | 80     | 80     | 80     | 80     | 80     | 80     | 80     | 80     | 80     | 80     | 80     | 80     | 80     | 80     |        |        |        |        |
| Sezon 2007/2008                                                               |           |           |           |           |                        |                        |           |           |         |         |           |           |         |            |               |               |              |              |               |           |           |           |          |           |           |           |           |        |        |        |        |        |        |        |        |        |        |        |        |        |        |        |        |        |        |        |        |        |        |        |        |        |        |        |        |        |        |        |        |        |        |        |        |        |        |        |        |
| Pragelato                                                                     | Pragelato | Rovaniemi | Rovaniemi | Rovaniemi | Garmisch-Partenkirchen | Garmisch-Partenkirchen | Engelberg | Engelberg | Kranj   | Kranj   | Sapporo   | Sapporo   | Sapporo | Brotterode | Zakopane      | Zakopane      | Hinterzarten | Hinterzarten | Iron Mountain | Ramsau    | Ramsau    | Whistler  | Whistler | Trondheim | Trondheim | Vikersund | Vikersund | punkty | punkty | punkty | punkty | punkty | punkty | punkty | punkty | punkty | punkty | punkty | punkty | punkty | punkty | punkty | punkty | punkty | punkty | punkty | punkty | punkty | punkty | punkty | punkty | punkty | punkty | punkty | punkty | punkty | punkty | punkty | punkty | punkty | punkty | punkty | punkty | punkty | punkty | punkty | punkty |
| -                                                                             | -         | -         | -         | -         | -                      | -                      | -         | -         | -       | -       | 21        | 30        | 4       | -          | -             | -             | -            | -            | -             | -         | -         | -         | -        | 9         | 10        | -         | -         | 116    | 116    | 116    | 116    | 116    | 116    | 116    | 116    | 116    | 116    | 116    | 116    | 116    | 116    | 116    | 116    | 116    | 116    | 116    | 116    | 116    | 116    | 116    | 116    | 116    | 116    | 116    | 116    | 116    | 116    | 116    | 116    | 116    | 116    | 116    | 116    | 116    | 116    | 116    | 116    |
| Legenda                                                                       |           |           |           |           |                        |                        |           |           |         |         |           |           |         |            |               |               |              |              |               |           |           |           |          |           |           |           |           |        |        |        |        |        |        |        |        |        |        |        |        |        |        |        |        |        |        |        |        |        |        |        |        |        |        |        |        |        |        |        |        |        |        |        |        |        |        |        |        |
| 1 2 3 4-10 11-30 poniżej 30 dq – dyskwalifikacja - – zawodnik nie wystartował |           |           |           |           |                        |                        |           |           |         |         |           |           |         |            |               |               |              |              |               |           |           |           |          |           |           |           |           |        |        |        |        |        |        |        |        |        |        |        |        |        |        |        |        |        |        |        |        |        |        |        |        |        |        |        |        |        |        |        |        |        |        |        |        |        |        |        |        |

## Letni Puchar Kontynentalny

### Miejsca w klasyfikacji generalnej
| Sezon | Miejsce |
| ----- | ------- |
| 2008  | 73.     |
| 2010  | 68.     |

### Miejsca w poszczególnych konkursachLetniego Pucharu Kontynentalnego
Opracowano na podstawie bazy wyników Adama Kwiecińskiego.
| 2008                                                                          |         |         |                        |                        |            |            |             |             |       |       |        |        |        |        |        |        |        |        |        |        |        |        |        |
| Velenje                                                                       | Velenje | Kranj   | Lillehammer            | Lillehammer            | Villach    | Villach    | Oberstdorf  | Oberstdorf  | Falun | Falun | punkty | punkty | punkty | punkty | punkty | punkty | punkty | punkty | punkty |        |        |        |        |
| -                                                                             | -       | -       | 28                     | 14                     | 37         | 49         | -           | -           | -     | -     | 21     | 21     | 21     | 21     | 21     | 21     | 21     | 21     | 21     |        |        |        |        |
| 2010                                                                          |         |         |                        |                        |            |            |             |             |       |       |        |        |        |        |        |        |        |        |        |        |        |        |        |
| Kranj                                                                         | Kranj   | Velenje | Garmisch-Partenkirchen | Garmisch-Partenkirchen | Courchevel | Courchevel | Lillehammer | Lillehammer | Oslo  | Oslo  | Ałmaty | Ałmaty | Wisła  | Wisła  | punkty | punkty | punkty | punkty | punkty | punkty | punkty | punkty | punkty |
| -                                                                             | -       | -       | -                      | -                      | -          | -          | -           | -           | 13    | 16    | -      | -      | -      | -      | 35     | 35     | 35     | 35     | 35     | 35     | 35     | 35     | 35     |
| Legenda                                                                       |         |         |                        |                        |            |            |             |             |       |       |        |        |        |        |        |        |        |        |        |        |        |        |        |
| 1 2 3 4-10 11-30 poniżej 30 dq – dyskwalifikacja - − zawodnik nie wystartował |         |         |                        |                        |            |            |             |             |       |       |        |        |        |        |        |        |        |        |        |        |        |        |        |

## FIS Cup

### Miejsca w klasyfikacji generalnej
| Sezon     | Miejsce |
| --------- | ------- |
| 2006/2007 | 6.      |

### Zwycięstwa w konkursach indywidualnychFIS Cupchronologicznie
| Nr | Dzień    | Rok  | Miejscowość | Skocznia  | Punkt K | HS     | Skok 1  | Skok 2 | Nota      |
| -- | -------- | ---- | ----------- | --------- | ------- | ------ | ------- | ------ | --------- |
| 1. | 6 marca  | 2007 | Zaō         | Yamagata  | K-90    | HS-100 | 92,5 m  | 90,0 m | 232,0 pkt |
| 2. | 10 marca | 2007 | Sapporo     | Ōkurayama | K-90    | HS-100 | 101,0 m | 95,0 m | 258,5 pkt |

### Miejsca na podium w konkursach indywidualnych FIS Cup chronologicznie
| Nr | Dzień    | Rok  | Miejscowość | Skocznia  | Punkt K | HS     | Skok 1  | Skok 2 | Nota      | Lok. | Strata  | Zwycięzca       |
| -- | -------- | ---- | ----------- | --------- | ------- | ------ | ------- | ------ | --------- | ---- | ------- | --------------- |
| 1. | 5 marca  | 2007 | Zaō         | Yamagata  | K-90    | HS-100 | 90,0 m  | 89,5 m | 225,5 pkt | 2.   | 2,0 pkt | Akseli Kokkonen |
| 2. | 6 marca  | 2007 | Zaō         | Yamagata  | K-90    | HS-100 | 92,5 m  | 90,0 m | 232,0 pkt | 1.   | –       | –               |
| 3. | 10 marca | 2007 | Sapporo     | Ōkurayama | K-90    | HS-100 | 101,0 m | 95,0 m | 258,5 pkt | 1.   | –       | –               |

### Miejsca w poszczególnych konkursachFIS Cup
| Sezon 2006/2007                                                               |               |                        |              |              |            |            |         |             |             |          |          |     |     |         |        |        |        |        |        |        |        |        |        |        |        |        |        |        |        |        |        |        |        |
| Bischofshofen                                                                 | Bischofshofen | Garmisch-Partenkirchen | Örnsköldsvik | Örnsköldsvik | Einsiedeln | Einsiedeln | Seefeld | Chaux-Neuve | Chaux-Neuve | Zakopane | Zakopane | Zaō | Zaō | Sapporo | punkty | punkty | punkty | punkty | punkty | punkty | punkty | punkty | punkty | punkty | punkty | punkty | punkty | punkty | punkty | punkty | punkty | punkty | punkty |
| -                                                                             | -             | -                      | -            | -            | -          | -          | -       | -           | -           | -        | -        | 2   | 1   | 1       | 280    | 280    | 280    | 280    | 280    | 280    | 280    | 280    | 280    | 280    | 280    | 280    | 280    | 280    | 280    | 280    | 280    | 280    | 280    |
| Legenda                                                                       |               |                        |              |              |            |            |         |             |             |          |          |     |     |         |        |        |        |        |        |        |        |        |        |        |        |        |        |        |        |        |        |        |        |
| 1 2 3 4-10 11-30 poniżej 30 - − zawodnik nie wystartował dq – dyskwalifikacja |               |                        |              |              |            |            |         |             |             |          |          |     |     |         |        |        |        |        |        |        |        |        |        |        |        |        |        |        |        |        |        |        |        |